# 237 (numero)
Duecentotrentasette (237) è il numero naturale dopo il 236 e prima del 238.

## Proprietà matematiche
- È un numero dispari.
- È un numero composto con quattro divisori: 1, 3, 79 e 237. Poiché la somma dei suoi divisori (escluso il numero stesso) è 83 < 237, è un numero difettivo.
- È un numero semiprimo.
- È un intero di Blum.
- È un numero 80-gonale.
- È un numero malvagio.
- Può essere espresso in due modi diversi come differenza di due quadrati: 237=41²-38²=119²-118².
- È parte delle terne pitagoriche (237, 316, 395), (237, 3116, 3125), (237, 9360, 9363), (237, 28084, 28085).
- È un numero fortunato.
- È un numero congruente.

## Astronomia
- 237P/LINEAR è una cometa periodica del sistema solare.
- 237 Coelestina è un asteroide della fascia principale del sistema solare.

## Astronautica
- Cosmos 237 è un satellite artificiale russo.

## Altri ambiti
- L'additivo alimentare E237 è il conservante formiato di sodio.
- +237 è il prefisso telefonico internazionale del Camerun.
- Strada statale 237 del Caffaro
- è il numero citato in The Shining come la stanza 237